# 国際標準化機構が定める国際標準一覧 (ISO 18000 から ISO 18999 まで)
ISO 17000 から ISO 17999 まで - 国際標準化機構が定める国際標準一覧 - ISO 19000 から ISO 19999 まで
- ISO/IEC 18000 情報技術 - アイテムマネジメントのための無線周波数識別
- ISO/IEC TR 18001 情報技術 - アイテムマネジメントのための無線周波数識別 - アプリケーション要求事項プロファイル
- ISO/IEC 18004 情報技術 - 自動識別及びデータ収集技術 - QRコード2005バーコード記号仕様
- ISO/IEC 18009 情報技術 - プログラム言語 - Ada：言語プロセッサの適合性評価
- ISO/IEC 18010 情報技術 - 加入者宅内配線のための経路及びスペース
- ISO/IEC 18012 情報技術 - ホームエレクトロニクスシステム - 製品相互運用性の指針
- ISO/IEC 18013 情報技術 - 人の識別 - ISO準拠の運転免許証
- ISO/IEC 18014 情報技術 - セキュリティ技術 - 時刻スタンプサービス
- ISO/IEC TR 18015 情報技術 - プログラム言語、その環境及びシステムソフトウェアインタフェース - C++パフォーマンスに関する技術報告書
- ISO/IEC TR 18016 情報技術 - メッセージハンドリングシステム(MHS)：インターネットeメールによる相互作用
- ISO/IEC 18017 情報技術 - システム間の電気通信及び情報交換 - 私設総合サービス網 - 仮想私設ネットワークの採用のためのマッピング機能
- ISO/IEC TR 18018 情報技術 - システム及びソフトウェア工学 - 構成管理ツール機能の手引
- ISO/IEC 18019 ソフトウェア及びシステム工学 - アプリケーションソフトウェアのためのユーザー文書の設計及び作成の指針
- ISO/IEC 18021 情報技術 - クライアントサーバーモデルにおけるデータ通信マネジメントのためのモバイルツール用ユーザインタフェース
- ISO/IEC 18023 情報技術 - SEDRIS
- ISO/IEC 18024 情報技術 - SEDRIS言語結合
- ISO/IEC 18025 情報技術 - 環境データ符号化仕様(EDCS)
- ISO/IEC 18026 情報技術 - 空間参照モデル(SRM)
- ISO/IEC 18028 情報技術 - セキュリティ技法 - ITネットワークセキュリティ
- ISO/IEC 18031 情報技術 - セキュリティ技法 - ランダムビット生成
- ISO/IEC 18032 情報技術 - セキュリティ技術 - 素数生成
- ISO/IEC 18033 情報技術 - セキュリティ技術 - 暗号化アルゴリズム
- ISO/IEC 18035 情報技術 - マルチメディアソフトウェアアプリケーション制御のためのアイコン記号及び機能
- ISO/IEC 18036 情報技術 - WWWブラウザツールバーのアイコン記号及び機能
- ISO/IEC TR 18037 プログラミング言語 - C - 埋込み形プロセッサのサポートのための拡張
- ISO/IEC 18041 情報技術 - コンピュータグラフィクス、画像処理及び環境データ表示 - 環境データ符号化仕様(EDCS)言語結合
- ISO/IEC 18042 情報技術 - コンピュータグラフィック及び画像処理 - 空間基準モデル(SRM)言語バインディング
- ISO/IEC 18043 情報技術 - セキュリティ技法 - 侵入検出システムの選択、配備及び作動
- ISO/IEC TR 18044 情報技術 - セキュリティ技術 - 情報セキュリティインシデントマネジメント
- ISO/IEC 18045 情報技術 - セキュリティ技術 - ITセキュリティ評価の方法論
- ISO/IEC 18046 情報技術 - 自動識別及びデータ入力技術 - 無線周波識別装置性能試験方法
- ISO/IEC TR 18047 情報技術 - 無線周波数識別装置の適合性試験方法
- ISO/IEC 18050 情報技術 - 事務機器 - 機械読み取り式デジタル郵便料金マーク
- ISO/IEC 18051 情報技術 - 電気通信及びシステム間情報交換 - コンピュータ支援電気通信アプリケーション(CSTA)フェーズlllのためのサービス
- ISO/IEC 18052 情報技術 - システム間の電気通信及び情報交換 - コンピュータ支援電気通信アプリケーション(CSTA)第Ⅲフェーズのプロトコル
- ISO/IEC TR 18053 情報技術 - システム間の電気通信及び情報交換 - コンピュータ支援電気通信応用(CSTA)第Ⅲフェーズの定義及び用語集
- ISO 18054 オリス根茎油(Iris pallida Lam. or Iris germanica L.) - イロン含有量の定量 - 毛管カラムでのガスクマトグラフィーを使用する方法
- ISO 18055 写真及び作画 - インクジェット媒体：分類、専門語及び寸法
- ISO/IEC 18056 情報技術 - 電気通信及びシステム間情報交換 - コンピュータ支援電気通信アプリケーション(CSTA)フェーズlllのためのXMLプロトコル
- ISO/IEC TR 18057 情報技術 - 電気通信及びシステム間の情報交換 - 企業電気通信ネットワーク - 音声ブラウザ環境でのECMA-323 (CSTA XML)の使用
- ISO 18064 熱可塑性エラストマー - 名称集及び用語の略語
- ISO 18072 船舶及び海洋工学 - 船舶構造
- ISO 18073 水質 - 四-八塩化ダイオキシン及びフラン - 同位体希釈HRGC/HRMSを用いる方法
- ISO 18084 平板用のプレス工具 - パンチ及びダイ
- ISO 18091 品質マネジメントシステム - 地方自治体におけるISO 9001の適用の指針
- ISO/IEC 18092 情報技術 - システム間の電気通信及び情報交換 - 近距離音場通信 - インタフェース及びプロトコル(NFCIP-1)
- ISO/IEC 18093 情報技術 - 不可逆効果を使用するWORM(追記多読)形130 mm光ディスクカートリッジ上のデータ交換 - 容量：カートリッジ当たり5.2ギガバイト
- ISO 18100 木造構造物 - フィンガージョイント木材 - 製造及び生産要求事項
- ISO 18104 保健医療情報 - 看護のための基準用語モデルの統合
- ISO/TR 18112 臨床検査試験及びインビトロ診断試験システム - 専門家向けのインビトロ診断医療用具 - 製造者が提供する情報に対する法的要求事項の要約
- ISO 18113 体外診断用医薬品・医療機器 - 製造業者から提供される情報(ラベリング)
- ISO 18114 表面化学的分析 - 二次イオン質量分析法 - イオン注入標準物質からの比感度の測定
- ISO 18115 表面化学分析 - 用語
- ISO 18116 表面化学分析 - 分析のための試験片の作成及び取付の指針
- ISO 18117 表面化学分析 - 分析に先立つ試料の取扱い
- ISO 18118 表面化学分析 - オージェ電子分光法及びX線光電子分光法 - 同質物質の定量分析のための実験で求めた比感度の使用の手引
- ISO 18125 固形バイオ燃料 - 発熱量の求め方
- ISO 18132 冷凍軽炭化水素流体 - 自動レベル計の一般要求事項
- ISO 18134 固形バイオ燃料 - 含水量の測定 - オーブン乾燥法
- ISO 18135 固形バイオ燃料 - サンプリング
- ISO 18139 船舶及び海洋技術 - 低温用途で使用する球形弁 - 設計及び試験の要求事項
- ISO 18144 環境たばこ煙 - 呼吸可能な浮遊微小粒子(RSP)への寄与の推定 - solanesolによる方法(Sol/PM)
- ISO 18145 環境たばこ煙 - 空気中の気相ニコチン及び3-EP (3-ethenylpyridine)の定量 - ガスクロマトグラフィ法
- ISO/TS 18152 人間工学 - 人とシステムとのインタラクション - 人とシステムとの問題に関するプロセスアセスメントの仕様
- ISO 18153 体外診断用医薬品・医療機器  - 生物試料の定量測定 - 校正物質と管理物質の酵素活性表示値の計量学的トレーサビリティ
- ISO 18154 船舶及び海洋技術 - LNGタンカーの貨物タンク用安全弁 - 設計及び試験要求事項
- ISO 18164 乗用車、トラック、バス及びオートバイのタイヤ - 転がり抵抗の測定方法
- ISO 18172 高圧ガス容器 - 再充填式溶接ステンレス鋼高圧容器
- ISO/TS 18173 非破壊試験 - 一般用語及び定義
- ISO 18175 非破壊試験 - 電子計測機器を使用しない超音波パルス反射試験システムのパフォーマンス特性の評価
- ISO/IEC 18181 情報技術 - JPEGXL画像コーディングシステム
- ISO 18185 貨物コンテナ - 電子シール
- ISO/PAS 18186 貨物コンテナ - RFID貨物輸送タグシステム
- ISO 18192 外科用インプラント - 全人工椎間板の摩耗
- ISO/TR 18224 プラスチック配管システム - 多層M (金属)管 - コーンの使用による溶接線及び層間結合部の強さ試験法
- ISO/TS 18226 プラスチック管及び管継手 - 4 Mpa (40 bar)未満の圧力のガス燃料供給のための補強熱可塑性管システム
- ISO 18243 電気推進式モペット及びオートバイ - リチウムイオン電池系の試験仕様及び安全要求事項
- ISO 18245 個人向け金融サービス - マーチャントカテゴリコード
- ISO 18251 非破壊試験 - 赤外線サーモグラフィ
- ISO 18276 溶接材料 - 高張力鋼用ガスシールド及びセルフシールドアーク溶接フラックス入りワイヤ - 分類
- ISO/TS 18308 保健医療情報 - 電子健康記録アーキテクチャの要求事項
- ISO 18310 甲状腺除去後にヨード131の投与を受ける患者からの周辺線量等量の測定及び予測
- ISO 18329 牛乳及び乳製品 - フロサイン分の定量 - イオン対逆相高性能液体クロマトグラフィ法
- ISO 18333 荷役用パレット - 平パレット用の新しい木製構成物の品質
- ISO 18334 荷役用パレット - 新品の木製平ペレットの組立品質
- ISO 18373 剛性PVC管 - 示差走査熱量計(DSC)法
- ISO 18385 科学捜査のための生体物質の収集、保管及び分析に使用する製品のヒトDNA混入のリスク最小化 − 要求事項
- ISO 18400 地盤環境 - サンプリング
- ISO 18405 水中音響 - 用語
- ISO 18406 水中音響 - 衝撃式杭打ち工事からの水中放射音の測定
- ISO 18412 水質 - クロム(VI)の定量 - 弱汚染水の光度試験
- ISO 18417 原子力施設用のヨウ素炭素吸着剤 - 吸着能力指数の決定法
- ISO 18431 機械振動及び衝撃 - 信号処理
- ISO 18436 機械の状態監視及び診断 - 人の訓練及び認証の要求事項
- ISO 18465 フードチェーンの微生物学 - LC-MS/MSを使用する嘔吐毒素(セレウリド)の定量法
- ISO 18487 航空宇宙系 - 35 Mpa作動圧力用のチタンチューブ
- ISO/TR 18492 電子文書情報の長期保存
- ISO 18512 地盤環境 - 土壌サンプルの長短期保管の手引
- ISO 18529 人間工学―人間とシステムのインタラクションの人間工学―人間中心のライフサイクルプロセスの概要
- ISO 18553 プレオレフィン管、管継手及びコンパウンド内の顔料又はカーボンブラックの分散度の評価方法
- ISO 18562 ヘルスケア用途における呼吸ガス経路の生体適合性評価
- ISO 18587 翻訳サービス - 機械翻訳出力の事後校訂 - 要求事項
- ISO 18589 環境中の放射能の測定 - 土壌
- ISO 18592 抵抗溶接 - 溶接部の破壊試験 - マルチスポット溶接試験片の疲れ試験の方法[1]
- ISO 18608 ファインセラミックス(先進セラミックス、先進技術セラミックス) - 大気圧における室温でのセラミック複合体の機械的特性
- ISO 18609 動植物の油脂 - けん化不能物質の測定 - ヘキサン抽出を使用する方法
- ISO 18613 平型木製パレットの修理
- ISO 18629 産業オートメーション及び統合 - プロセス仕様言語
- ISO 18632 合金鋼 - マンガンの定量 - 電位差測定及び目視滴定法
- ISO 18649 機械振動 - 動的試験及び橋梁での調査からの測定結果の評価
- ISO 18650 建設機械及び装置 - コンクリートミキサ
- ISO 18652 建設機械及び機器 - コンクリート用外付けバイブレータ
- ISO 18653 歯車 - 個々の歯車の計測機器の評価
- ISO 18668 伝統中国医学 - 中国医学の符号化システム
- ISO 18775 単板 - 用語及び定義、物理的特性の測定及び許容差
- ISO 18778 呼吸機器 - 幼児モニタ - 特定要求事項
- ISO 18809 情報技術 - 情報交換のための8 mm幅磁気テープカートリッジ - らせん走査録音 - MIC書式のATT-1
- ISO/IEC/IEEE 18882 情報技術 - システム間の電気通信及び情報交換 - ユビキタスグリーンコミュニティコントロールネットワーク:不均質ネットワークコンバージェンス及びスケーラビリティ
- ISO 18904 イメージング材料 - 処理済み写真フィルム - 潤滑度の決定方法
- ISO 18915 イメージング材料 - 酸化に対する銀画像の化学変化の有効性の評価方法
- ISO 18922 作画材料 - 処理済み写真フィルム - 引っかき抵抗性の測定方法
- ISO 18926 イメージング材料 - 光磁気ディスク(MO)に記憶された情報 - 温度及び相対湿度の影響に基づく推定寿命の評価方法
- ISO/TR 18931 イメージング材料 - 湿度測定及び制御の推奨
- ISO 18932 イメージング材料 - 接着剤取付システム - 仕様